# Savitha Shri B
Bhaskar Savitha Shri (ou Savitha Shri B) est une joueuse d'échecs indienne née en 2007.
Au 1er septembre 2022. elle est la quatrième joueuse indienne, la troisième juniore mondiale (filles de 20 ans et moins), la 32e joueuse mondiale avec un classement Elo de 2 435 points.

## Biographie et carrière
Maître international féminin depuis 2021, Savitha Shri B  a remporté la médaille d'or avec 10 points sur 11 au championnat du monde des moins de 12 ans féminin en 2018.
En 2021, elle remporte le championnat d'Asie junior féminin.